# مونیانن
مونیانن (به فرانسوی: Mogneneins) یک کمون در فرانسه است که در Canton of Thoissey واقع شده‌است.

## خصوصیات
مونیانن ۸٫۵۷ کیلومترمربع مساحت و ۶۹۴ نفر جمعیت دارد و ۲۲۴ متر بالاتر از سطح دریا واقع شده‌است.